# Manilius (cràter)

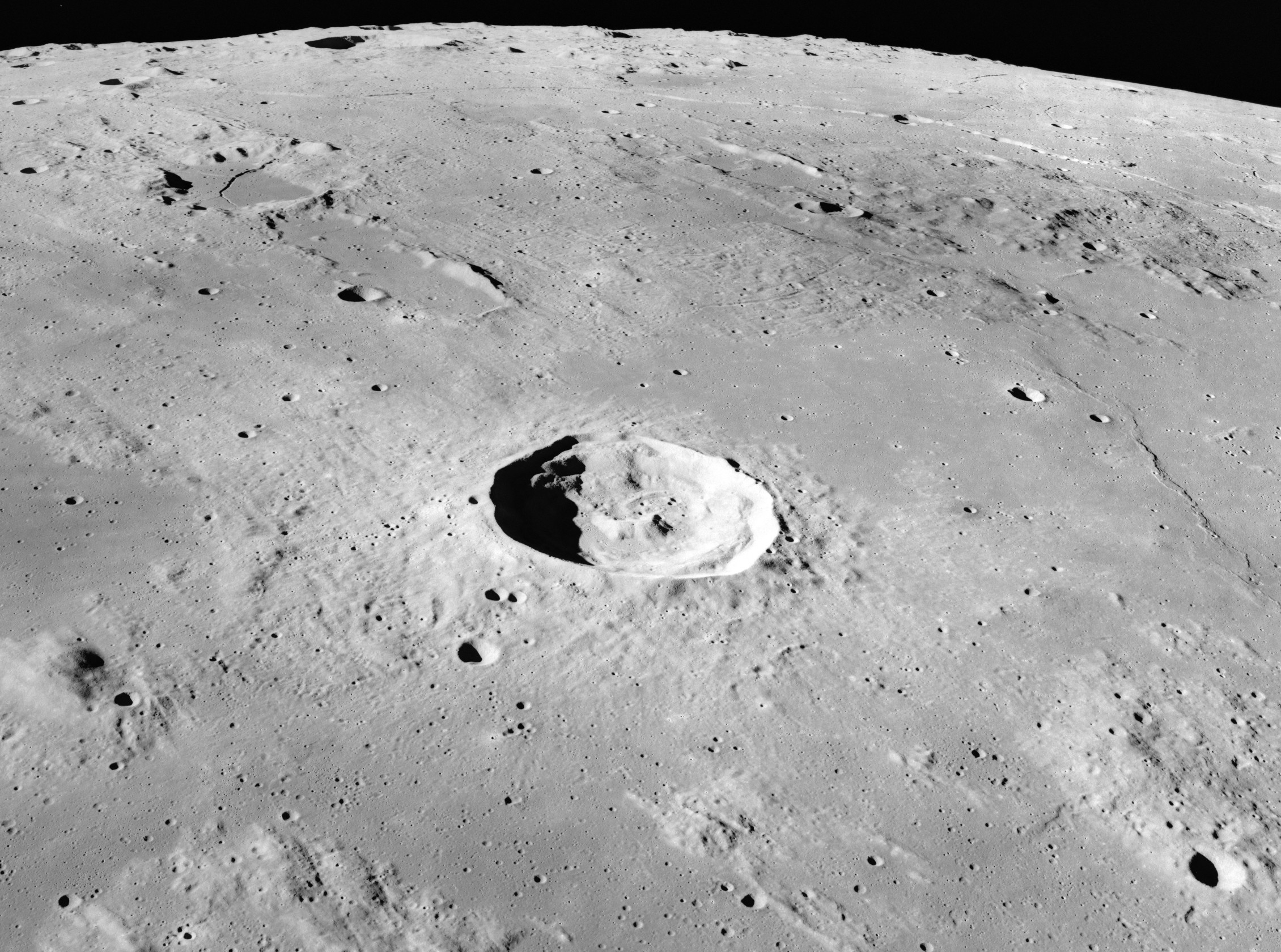
Imatge obliqua des de l'Apol·lo 17

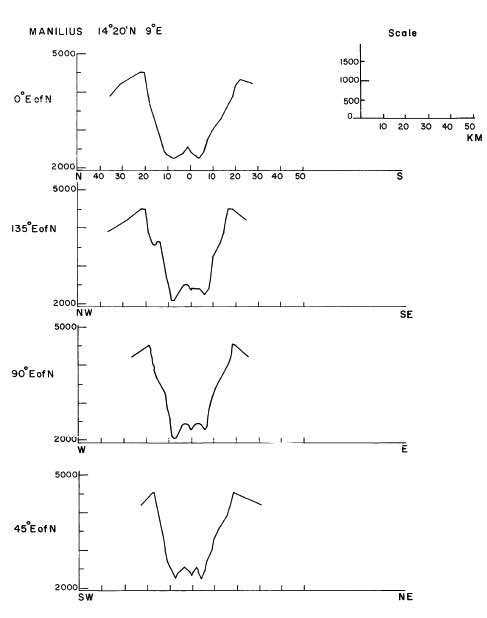
Perfils transversals de Manilius

Manilius és un cràter d'impacte lunar situat en el bord nord-est de la Mare Vaporum.

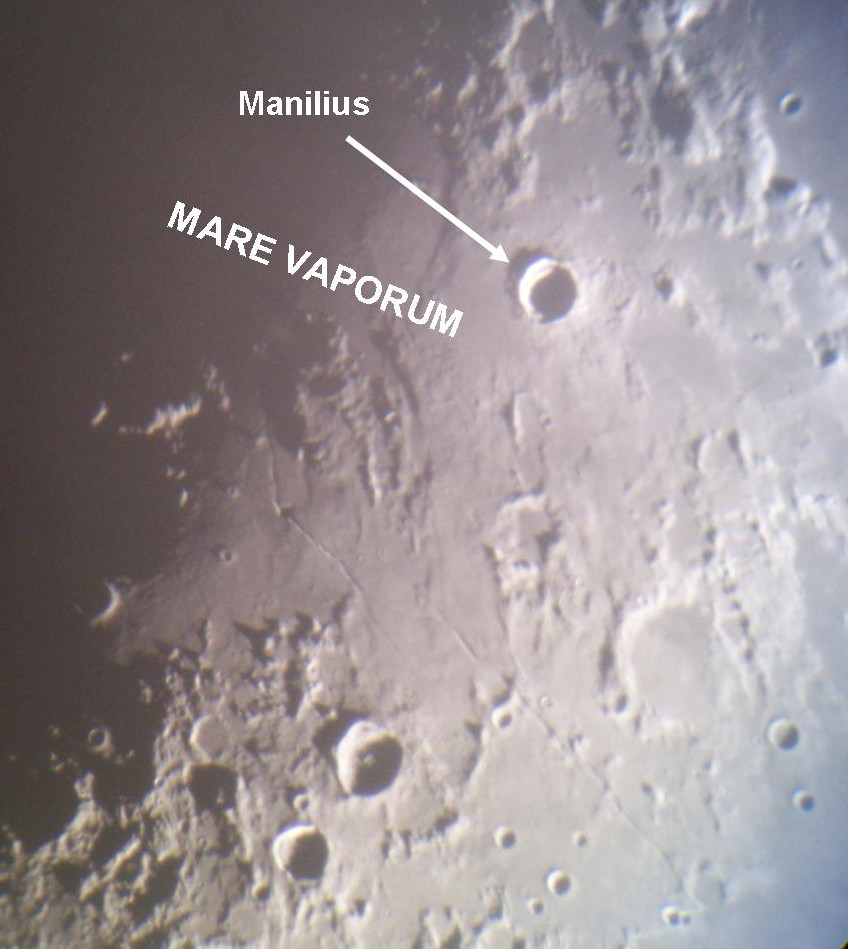
Localització del cràter Manilius

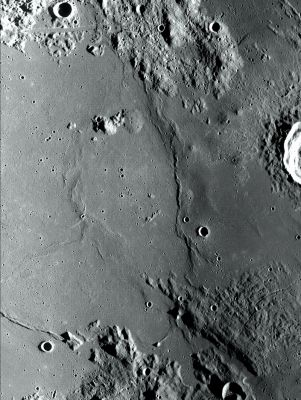
Doms al costat de Manilius, la vora occidental dels quals apareix a la dreta de la fotografia (Imatge LRO)

Presenta una vora ben definida, amb una superfície interior inclinada que s'estén directament fins al monticle de roques en forma d'anell a la base, i una petita rampa exterior. El petit interior del cràter té una albedo més alta que l'entorn, i apareix brillant quan el sol se situa elevat sobre l'horitzó. Dins del cràter es localitza una formació de pics centrals prop del punt central. El cràter també posseeix un sistema de marques radials que s'estén a una distància de més de 300 quilòmetres.

## Noms
Manilius porta el nom de l'astrònom romà Marc Manili. Com a molts dels cràters del costat visible de la Lluna, va rebre el seu nom de Giovanni Riccioli, de qui, el sistema de nomenclatura ideat en 1651 que s'ha estandarditzat. Els cartògrafs lunars anteriors havien donat a aquest element diversos noms. En el mapa de 1645 de Michael van Langren es denominava "Isabellae Reg Hisp." (en honor d'Isabel Clara Eugenia, infanta d'Espanya) i Johannes Hevelius ho va cridar "Insula Besbicus" en referència a l'illa de Turquia actualment coneguda com a Imrali.

## Cràters satèl·lit
Per convenció aquests elements són identificats en els mapes lunars posant la lletra en el costat del punt mitjà del cràter que està més proper a Manilius.
|          | \| Manilius \| Coordenades \| Diàmetre \| \| -------- \| ------------------------------------ \| -------- \| \| B \| 16° 36′ N, 7° 18′ E / 16.6°N,7.3°E \| 6 km \| \| C \| 12° 06′ N, 10° 24′ E / 12.1°N,10.4°E \| 7 km \| \| D \| 13° 12′ N, 7° 00′ E / 13.2°N,7.0°E \| 5 km \| \| E \| 18° 18′ N, 6° 24′ E / 18.3°N,6.4°E \| 49 km \| \| G \| 15° 30′ N, 9° 42′ E / 15.5°N,9.7°E \| 5 km \| \| H \| 17° 48′ N, 8° 36′ E / 17.8°N,8.6°E \| 3 km \| \| K \| 11° 54′ N, 11° 12′ E / 11.9°N,11.2°E \| 3 km \| \| T \| 13° 24′ N, 10° 36′ E / 13.4°N,10.6°E \| 4 km \| \| U \| 13° 48′ N, 10° 48′ E / 13.8°N,10.8°E \| 4 km \| \| W \| 13° 24′ N, 12° 54′ E / 13.4°N,12.9°E \| 4 km \| \| X \| 14° 24′ N, 13° 24′ E / 14.4°N,13.4°E \| 3 km \| \| Z \| 16° 24′ N, 11° 42′ E / 16.4°N,11.7°E \| 3 km \| |          |
| Manilius | Coordenades | Diàmetre |
| B        | 16° 36′ N, 7° 18′ E / 16.6°N,7.3°E | 6 km     |
| C        | 12° 06′ N, 10° 24′ E / 12.1°N,10.4°E | 7 km     |
| D        | 13° 12′ N, 7° 00′ E / 13.2°N,7.0°E | 5 km     |
| E        | 18° 18′ N, 6° 24′ E / 18.3°N,6.4°E | 49 km    |
| G        | 15° 30′ N, 9° 42′ E / 15.5°N,9.7°E | 5 km     |
| H        | 17° 48′ N, 8° 36′ E / 17.8°N,8.6°E | 3 km     |
| K        | 11° 54′ N, 11° 12′ E / 11.9°N,11.2°E | 3 km     |
| T        | 13° 24′ N, 10° 36′ E / 13.4°N,10.6°E | 4 km     |
| U        | 13° 48′ N, 10° 48′ E / 13.8°N,10.8°E | 4 km     |
| W        | 13° 24′ N, 12° 54′ E / 13.4°N,12.9°E | 4 km     |
| X        | 14° 24′ N, 13° 24′ E / 14.4°N,13.4°E | 3 km     |
| Z        | 16° 24′ N, 11° 42′ E / 16.4°N,11.7°E | 3 km     |

Els següents cràters han estat canviats el nom per la UAI:
- Manilius A — Vegeu cràter Bowen.
- Manilius F — Vegeu cràter Yangel'.

### Altres referències
- (WGPSN), IAU Working Group for Planetary System Nomenclature. «Gazetteer of Planetary Nomenclature. 1:1 Million-Scale Maps of the Moon» (en anglès).  UAI / USGS, 13-02-2013. [Consulta: 6 abril 2016].
- Andersson, L. E.; Whitaker, E. A.,. NASA Catalogue of Lunar Nomenclature (en anglès).  NASA RP-1097, 1982.
- Blue, Jennifer. «Gazetteer of Planetary Nomenclature» (en anglès).  USGS, 25-07-2007. [Consulta: 2 gener 2012].
- Bussey, B.; Spudis, P.. The Clementine Atlas of the Moon (en anglès).  Nueva York: Cambridge University Press, 2004. ISBN 0-521-81528-2.
- Cocks, Elijah E.; Cocks, Josiah C.. Who's Who on the Moon: A Biographical Dictionary of Lunar Nomenclature (en anglès).  Tudor Publishers, 1995. ISBN 0-936389-27-3.
- McDowell, Jonathan. «Lunar Nomenclature» (en anglès).   Jonathan's Space Report, 15-07-2007. [Consulta: 2 gener 2012].
- Menzel, D. H.; Minnaert, M.; Levin, B.; Dollfus, A.; Bell, B. «Report on Lunar Nomenclature by The Working Group of Commission 17 of the IAU» (en anglès). Space Science Reviews, 12, 1971, pàg. 136.
- Moore, Patrick. On the Moon (en anglès).  Sterling Publishing Co, 2001. ISBN 0-304-35469-4.
- Price, Fred W. The Moon Observer's Handbook (en anglès).  Cambridge University Press, 1988. ISBN 0521335000.
- Rükl, Antonín. Atlas of the Moon (en anglès).  Kalmbach Books, 1990. ISBN 0-913135-17-8.
- Webb, Rev. T. W.. Celestial Objects for Common Telescopes, 6ª edición revisada (en anglès).  Dover, 1962. ISBN 0-486-20917-2.
- Whitaker, Ewen A. Mapping and Naming the Moon (en anglès).  Cambridge University Press, 2003. 978-0-521-54414-6.
- Wlasuk, Peter T. Observing the Moon (en anglès).  Springer, 2000. ISBN 1-85233-193-3.